# 24265 Banthonytwarog
24265 Banthonytwarog (1999 XU143) là một tiểu hành tinh vành đai chính được phát hiện ngày 13 tháng 12 năm 1999 bởi G. Hug và G. Bell ở Farpoint Observatory.